# Thamar Henneken
Thamar Nanette Henneken (Delft, 2 agosto 1979) è un'ex nuotatrice olandese.
Specializzata nello stile libero ha vinto una medaglia d'argento alle Olimpiadi di Sydney 2000 nella staffetta 4x100 m sl.
È sposata con l'ex nuotatore campione del mondo Marcel Wouda.

## Palmarès
- Olimpiadi

Sydney 2000: argento nella 4x100m sl.
- Mondiali in vasca corta

Hong Kong 1999: argento nella 4x100m sl.